# Тропа Снежного Человека

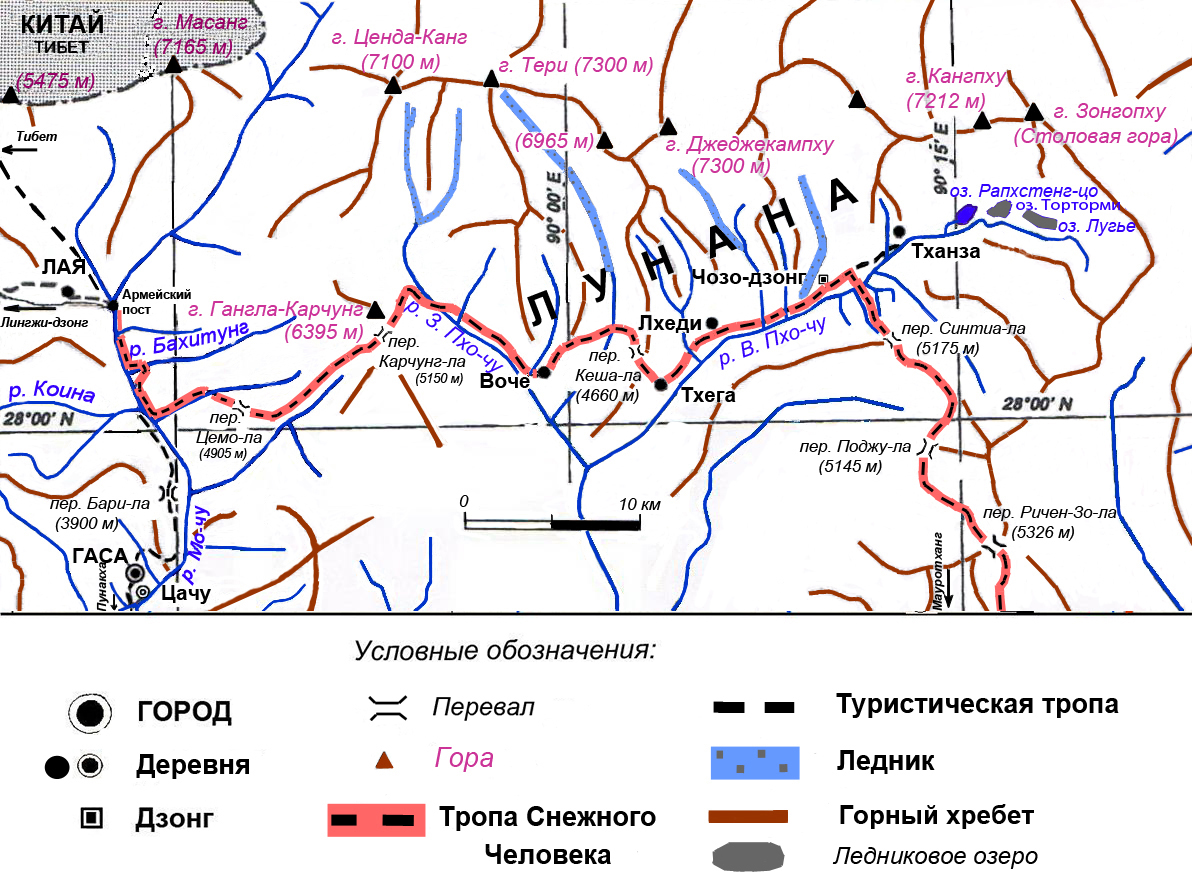
Горная часть дзонгхага Гаса, гевоги Лая и Лунана

Тропа Снежного Человека (англ. Snowman Trek) — официальный туристический маршрут в Бутане от Гаса или Лая по труднодоступным горным районам у подножья Большого Гималайского хребта. Состояние тропы поддерживается населением, тропа оборудована местами для стоянок, местное население обеспечивает туристов лошадьми и яками. Маршрут проходит по вьючной тропе через несколько перевалов в регион Лунана, это основной путь сообщения с регионом. Далее от Лунана маршрут идёт на юг, поднимается до высот 5300 м и проходит несколько перевалов по восточную сторону Чёрных гор. Конечная точка маршрута — Чендебджи-чортен на главном шоссе. Тропа проходит через рододендроновые леса (до высоты примерно 4500 м а иногда выше), зоны лугов, зоны высокогорных каменистых плоскогорий с озёрами и через перевалы.
Маршрут возможно пройти с середины июня до середины октября, в другое время перевалы закрыты снегом. Иногда туристам приходится возвращаться или прерывать поход — из-за горной болезни, снегопадов на перевалах, разрушения мостов потоками воды или многих других причин, поэтому туристическим группам рекомендуют заключать страховки для оплаты спасательных работ в экстренных ситуациях.
Поход занимает четырнадцать дней, дополнительно устраиваются днёвки. Значительная часть маршрута проходит на высоте более 4000 м, поднимаясь к перевалам выше 5000 м. Маршрут предлагается многими турфирмами Бутана. Так как с 1997 года правительство значительно подняло плату с туристов за проходы по горным тропам, стоимость похода весьма высока, и по маршруту следует ограниченное количество туристических групп. Самостоятельный проход по маршруту без помощи бутанских турфирм запрещён. Иногда маршрут комбинируют с тропой Джомолхари (с запада от Паро) или продлевают на восток в сторону источников Дхур-цачу в Бумтанг.
Маршрут предполагает дневные переходы по 14—20 км и 4—8 часов ходьбы.

## Начало маршрута
От Пунахи вдоль реки Мо-Чу поднимается дорога до Дамджи, откуда до Гаса идёт уже вьючная тропа около 12 км.
Окрестности города Гаса знамениты целебными горячими источниками (цачу), где отдыхают бутанские граждане. Источники находятся на высоте около 3400 м в двух часах ходьбы от Гаса-дзонга.
От Гаса занимает два дня подняться по реке Мо-Чу до Лая. Оживлённая тропа ведёт на север через перевал Бари-ла (3900 м), по которой ведётся сообщение плодородного района Лая с основными районами страны. Обычно на этот участок дороги отводят два дня.

## От Лая до Лунана
Не доходя до Лая перед военным постом тропа проходит в высокогорную область через перевал Цемо-ла высотой 4905 м, после которого почти без спуска следует ещё один перевал Гангла-Качунг-ла (5150 м) 28°03′02″ с. ш. 89°52′11″ в. д. под горой Гангла-Качунг высотой 6395 м. Отсюда спуск ведёт в долину реки Западной Пхо-Чу, принадлежащей уже области Лунана. С перевалов и высоких точек дороги становятся видны вершины Ценда-Канг (7100) и Джеджекампху-ганг (7300 м) на Большом Гималайском хребте. По Западной Пхо-Чу тропа спускается до высоты 3700 м и приходит в деревню Воче, принадлежащей гевогу Лунана. Это первый населённый пункт после Гаса (если не считать временных стоянок чабанов и мест для туристских ночлегов), проход сюда занимает 5-6 дней от Гаса. В регион Лунана тропы пригодны для лошадей.
Сообщение между долинами западной и восточной Пхо-Чу в Лунане происходит через перевал Кеша-ла 28°00′48″ с. ш. 90°02′19″ в. д. высотой 4660 м, расположенном над озером.
В долине восточной Пхо-Чу находятся четыре деревни Тхега 28°01′09″ с. ш. 90°04′32″ в. д.),
Лхеди 28°02′02″ с. ш. 90°05′21″ в. д.), Чозо-дзонг 28°03′49″ с. ш. 90°09′52″ в. д.) и
Тханза 28°05′26″ с. ш. 90°12′51″ в. д.), высота поднимается от 3600 до 4100 м . На эту часть маршрута требуется два дня, нередко организуется днёвка в Чозо-дзонге — большой деревне с дзонгом и самобытной культурой. Отсюда открывается вид на Столовую Гору Зонгопху-ганг (7100 м) вверх по долине и Кангпху-ганг (7212 м) на Большом Гималайском хребте. Непосредственно к долине подходят ледники. Крупный ледник спускается к Чозо-дзонгу.
Выше Тханза на высоте 4500 м находится высокогорное озеро Рапхстенг-цо глубиной 105 м. Этот район из-за селей и таяния ледников потенциально опасен для Пунакха. В 1969 и 1995 годах отсюда шли потоки, которые смывали или сильно повреждали Пунакха-дзонг. Поэтому правительство содержит здесь 500 рабочих с насосами и тракторами, которые следят за ледниками и способны принять меры в случае опасности. Ещё выше Рапхстенг-цо находятся ещё два крупных ледниковых озера.
Далее от Лунана можно пройти через трудные перевалы у подножия горы Гангкхар Пуенсум к горячим источникам Дхур-цачу и далее в Бумтанг (такой поход требует специального разрешения). Основной маршрут идёт на юг в Чёрные горы через 4 перевала.

## От Лунана черезЧёрные горы

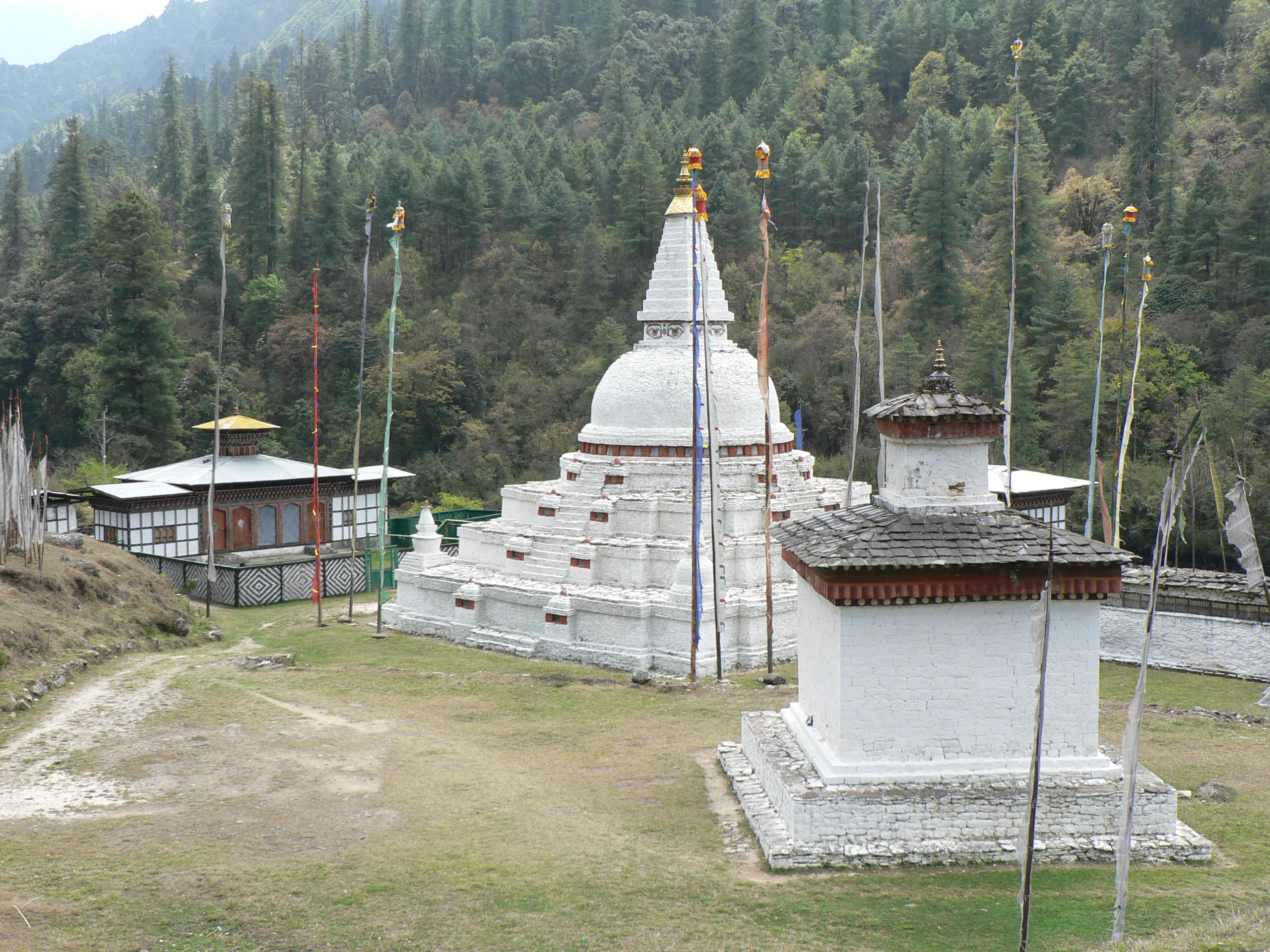
Чендебджи-чортен

От долины Лунана Тропа Снежного Человека идёт к Чендебджи-чортену через несколько перевалов. Здесь опять заканчивается проходимая для лошадей дорога, и путешественников сопровождают яки. Дорога поднимается выше пяти тысяч, тем не менее там встречаются стоянки чабанов и оборудованные места для ночлега туристов. Эта тропа — альтернативная дорога снабжения региона Лунана, однако она считается трудной, хотя планируется её оборудование как полноценной вьючной тропы.
Дорога идёт на юг по долине напротив Чозо-дзонга через перевал Синтиа-ла высотой 5175 м, который приводит на высокогорное плато со множеством озёр. Переход через высокогорье занимает три дня. После перевала находится озеро Цочена на высоте 4900 м, где оборудован лагерь для ночлега путешественников.
Далее дорога следует через перевал Лоджу-ла высотой 5145, и, оставаясь на уровне почти 5000 м, идёт дальше через перевал Ринчен-Зо-Ла высотой 5326 м, откуда открывается путь в изолированную долину реки Тамше-Чу. Этот путь очень труден для вьючных животных.
Дорога спускается к озеру Ум-цо на высоте 4230, в котором Пема Лингпа смог отыскать буддийские реликвии, далее поднимается к озеру Тамше-цо и оттуда к перевалу Тампе-ла высотой 4665 м.
Спуск с перевала приводит в другую долину на восточном склоне Чёрных гор в Мауротханг (4000), тут опять начинается хорошая тропа, проходимая для лошадей, и путешественники могут использовать снова лошадей вместо яков. Далее дорога спускается в Сепху и к Чендебджи-чортену на главном шоссе. Всего проход от Лунана до Сепху занимает шесть дней.